# Orzesze

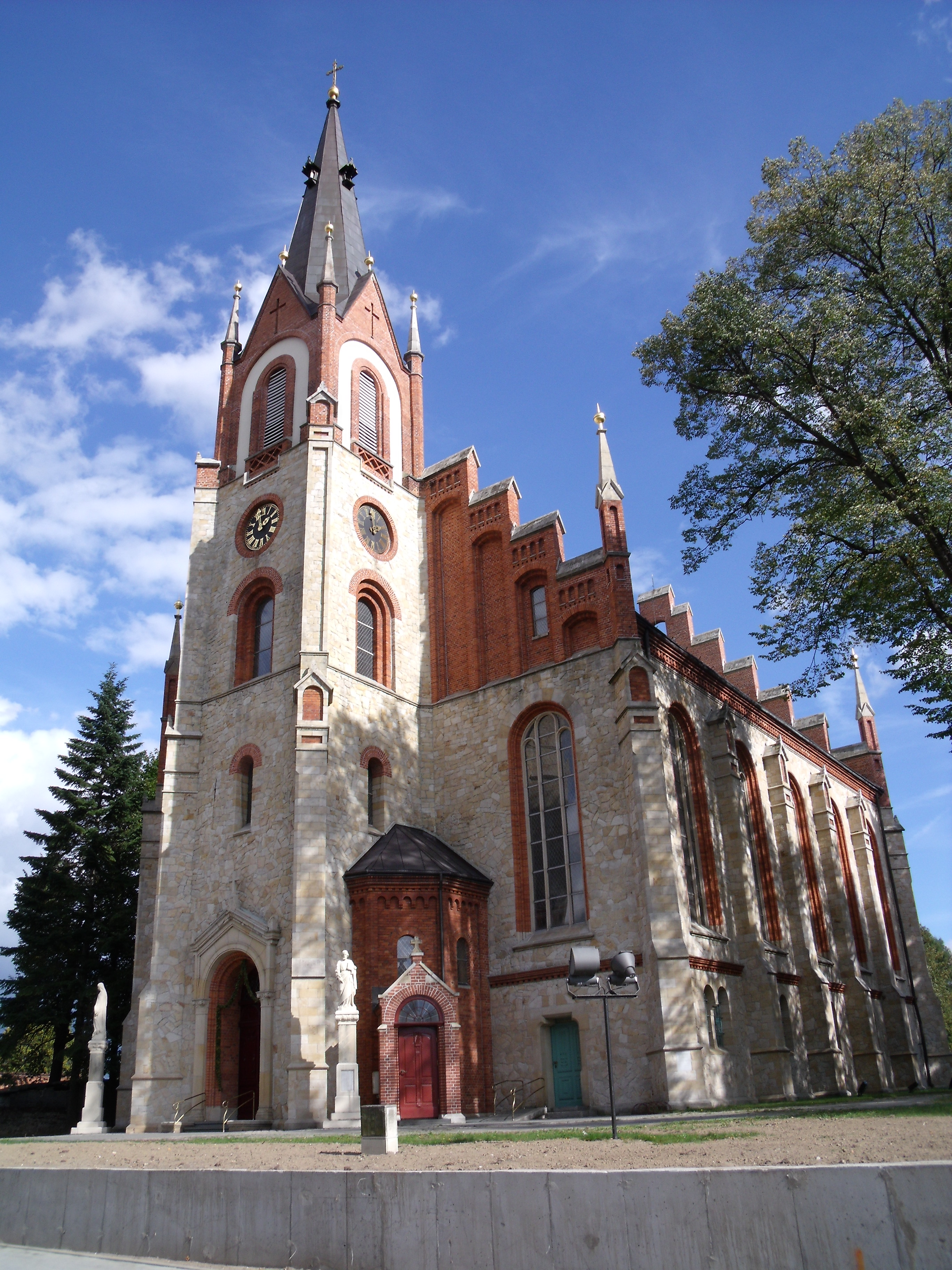
Kościół św. Piotra i Pawła w Orzeszu–Woszczycach

Orzesze (niem. Orzesche, śl. Uorzesze) – miasto w południowej Polsce, w województwie śląskim, w powiecie mikołowskim.
Według danych z 31 grudnia 2023 r. miasto miało 21 986 mieszkańców.
Według rankingu IQAir Orzesze jest 428. na świecie, co przekłada się na pierwsze miejsce w Polsce pod względem zanieczyszczeń.

## Położenie
Orzesze położone jest na południowej krawędzi Wyżyny Śląskiej. Historycznie leży na Górnym Śląsku.
Sąsiednie gminy: Czerwionka-Leszczyny, Łaziska Górne, Mikołów, Ornontowice, Suszec, Wyry, Kobiór, Żory.
Według danych z 1 stycznia 2010 r. powierzchnia miasta wynosiła 83,79 km². Miasto stanowi 35,8% powierzchni powiatu i ma największą powierzchnię wśród miast niepowiatowych w Polsce.
Według danych z 2002 r. Orzesze ma obszar 82,89 km², w tym: użytki rolne 38%, użytki leśne: 53%.
W latach 1975–1998 miasto administracyjnie należało do województwa katowickiego.
Pod koniec 2018 roku burmistrz Orzesza ogłosił konsultacje społeczne, które dotyczyły zmiany granic administracyjnych Gminy Orzesze z Gminą Łaziska Górne, poprzez odłączenie części obszaru należącego do Gminy Orzesze i przyłączenie go do Gminy Łaziska Górne.

## Środowisko naturalne
W mieście jest wzniesienie zwane Górą św. Wawrzyńca (357 m n.p.m.), często mylone z górką św. Wawrzyńca (333 m n.p.m.), na której znajduje się zabytkowy kościółek.
Przy granicy z Czerwionką-Leszczyny znajduje się góra Ramża, na której jest usytuowany radar pogodowy.
W Orzeszu wypływają też dwie rzeki Gostynia i Bierawka.

## Demografia
Dane z 2015 r.:
| Opis                              | Ogółem | Ogółem | Kobiety | Kobiety | Mężczyźni | Mężczyźni |
| --------------------------------- | ------ | ------ | ------- | ------- | --------- | --------- |
| jednostka                         | osób   | %      | osób    | %       | osób      | %         |
| populacja                         | 20346  | 100    | 10243   | 50,3    | 10103     | 49,7      |
| gęstość zaludnienia (mieszk./km²) | 243    | 243    | 122,2   | 122,2   | 120,8     | 120,8     |

Piramida wieku mieszkańców Orzesza w 2014 r.:

## Dzielnice

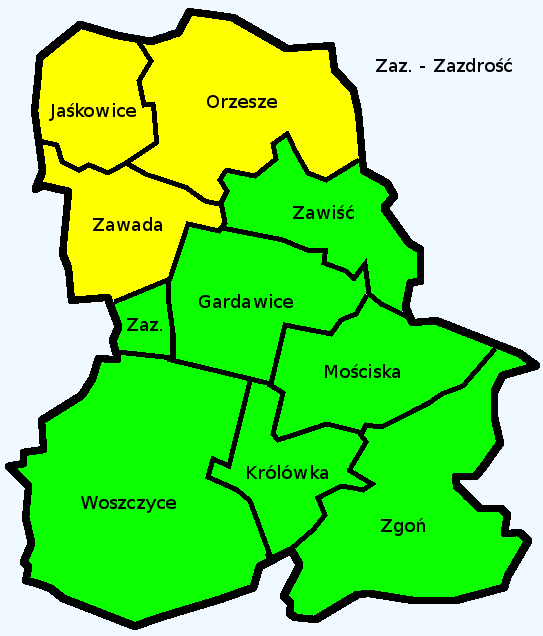
Dzielnice Orzesza

W skład Orzesza wchodzą 2 dzielnice:
- Jaśkowice
- Centrum

oraz 8 sołectw:
- Gardawice
- Królówka
- Mościska
- Woszczyce
- Zawada
- Zawiść
- Zazdrość
- Zgoń

## Historia

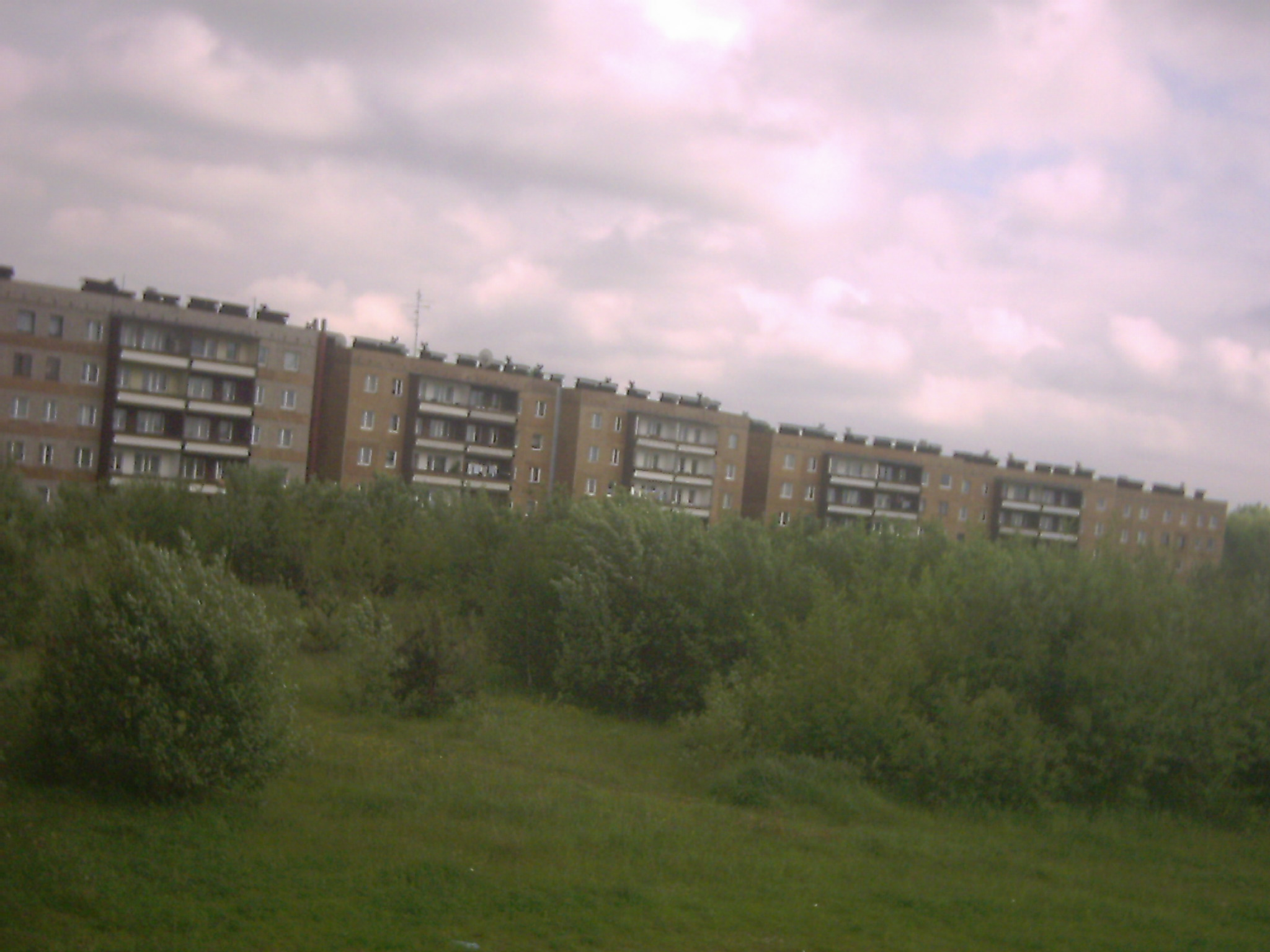
Widok na osiedle mieszkaniowe przy ulicy Kwiatowej w Orzeszu

Pierwszą wzmiankę historyczną o wiosce znaleźć można w dokumentach z czasów Heleny, księżnej raciborskiej (XV w.), w których wymienia się wieś rycerską Orzesze. Do XIII w. ziemie orzeskie należały do ziemi krakowskiej, na początku XV w. weszły w skład księstwa raciborskiego, by wreszcie po utworzeniu księstwa pszczyńskiego, pozostać przez pięć stuleci w jego granicach.
Najstarszą budowlą w Orzeszu jest kościółek na Górce św. Wawrzyńca. W czasach reformacji zaniedbany i zdewastowany, stał się według opowiadań siedzibą miejscowych rozbójników Juraszka (lub Łukaszka) i Andreaszaka.
Ludność Orzesza żyła pod panowaniem Piastów, Przemyślidów i Habsburgów, a po wojnach śląskich władzę nad tą częścią Śląska przejęli Hohenzollernowie.
W alfabetycznym spisie miejscowości na terenie prowincji śląskiej wydanym w 1830 r. we Wrocławiu przez Johanna Knie wieś występuje pod niemiecką nazwą Orzesche.
Podczas plebiscytu w 1921 r. 1050 mieszkańców głosowało za Polską, a 852 za Niemcami. W wyniku ustaleń Rady Ambasadorów od 1922 r. Orzesze znalazło się w granicach Polski.
Po zajęciu Orzesza przez Wehrmacht, w pierwszych dniach II wojny światowej, Niemcy przystąpili do likwidacji „niebezpiecznych” Orzeszan. Byli to głównie dawni powstańcy śląscy. 3 września 1939 r. silne oddziały Freikorps i SS otoczyły miejscowość. Następnego dnia w niewielkim lasku zwanym „Pasterniokiem”, Niemcy zamordowali 29 mieszkańców Orzesza. W miejscowości od 1942 r. funkcjonował jeden z sieci obozów koncentracyjnych przeznaczonych dla Polaków na Śląsku – Polenlager 28 znajdujący się w Kolonii Marii, w budynkach szpitalnych.
W latach 1945–1954 wieś była siedzibą gminy Orzesze, po reformie administracji gromady Orzesze, a 1 stycznia 1956 r. uzyskała status osiedla miejskiego. 18 lipca 1962 r. Orzesze otrzymało prawa miejskie, jednocześnie uzyskało również prawo do posługiwania się herbem, który jest wybierany przez Radę Miejską.
Obecny herb Orzesza został zatwierdzony Uchwałą Rady Miejskiej 24 stycznia 1992 r., jest to krzew orzecha laskowego z kwiatostanami męskimi. Krzew składa się z trzech konarów i dziesięciu gałęzi. Tarcza herbu jest w kolorze błękitnym, krzew w kolorze złotym (żółtym). Nazwa Orzesze zdaniem językoznawców nawiązuje do miejsca, gdzie rosną orzechy.
W ostatnim spisie powszechnym prawie 14% mieszkańców zadeklarowało się jako Ślązacy.

### Przemysł

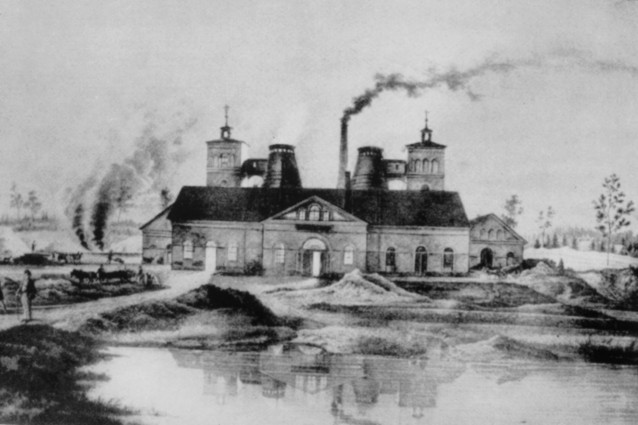
Marienhütte, litografia z ok. 1860 r.

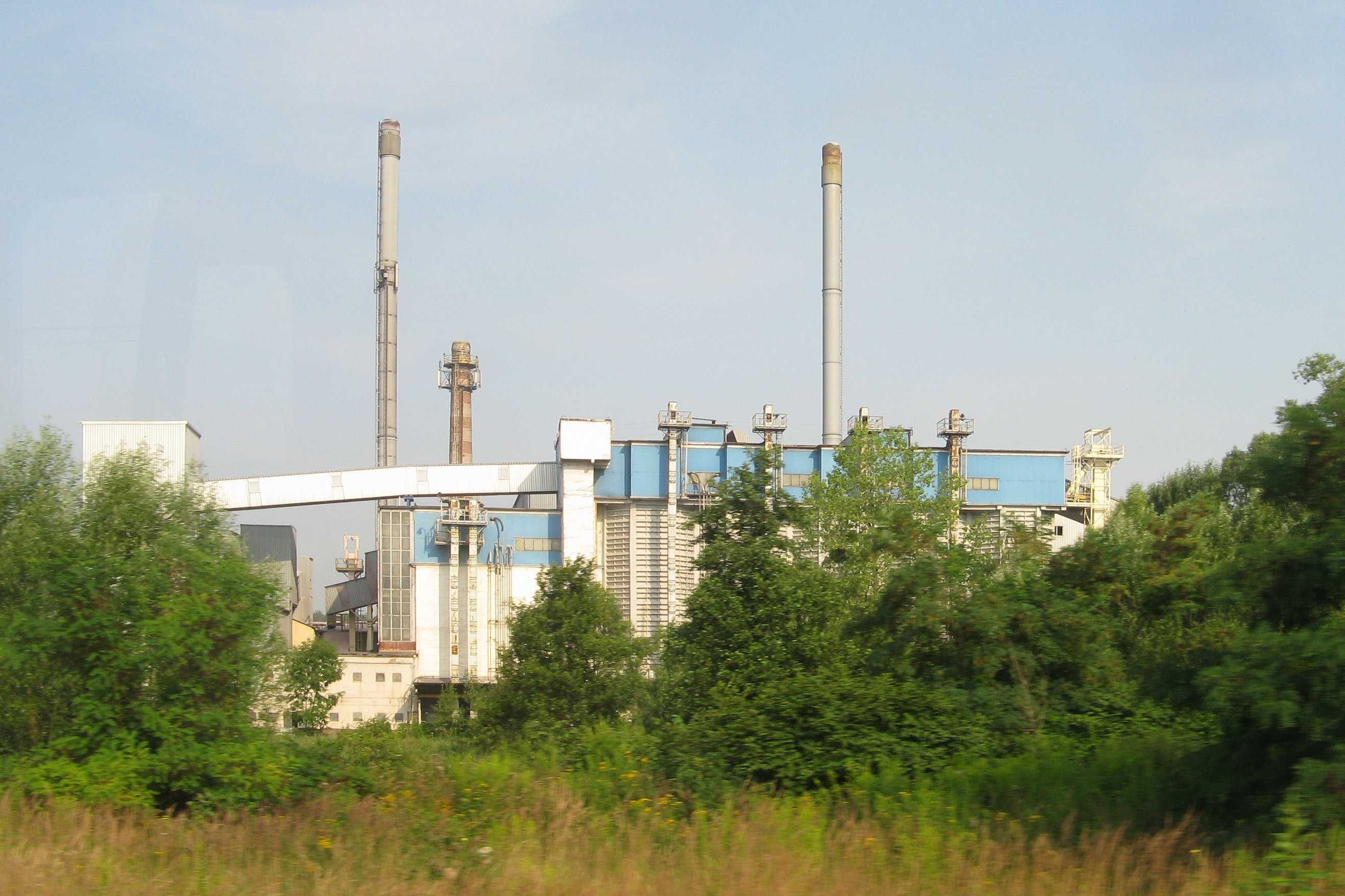
Huta szkła Orzesze (2018)

Pierwszą hutę na terenie gminy zbudowano w 1719 r. W rejestrach z końca XIX w. wymienia się w Orzeszu łącznie 4 huty. W 1838 r. Franciszek Winkler wybudował hutę żelaza, którą przerobiono na fabrykę szkła. W XIX w. było w Orzeszu, Jaśkowicach i Zawadzie równocześnie kilkanaście kopalń, które później połączono tworząc kopalnię „Fryderyk-Orzesze”. Do dziś zachowały się niektóre zabudowania oraz hałdy i zapadliska. W Orzeszu działało także kilka kamieniołomów. Od 1856 r. funkcjonuje linia kolejowa Katowice-Racibórz, także w 1856 r. oddano do użytku nowy dworzec kolejowy. Współcześnie w Orzeszu działa tylko huta szkła, złoża kopalniane wyczerpały się w latach międzywojennych. Obecnie na terenie miasta działa duża liczba przedsiębiorstw, wśród nich takie jak: CP Glass S.A., Fabryka Materacy Janpol, Igloland, FVZ oraz NT Industry. Na zmianę profilu przemysłowego miasta wskazuje protest jego mieszkańców i uchwała Rady Miasta z kwietnia 2016r. przeciwko kopalni węgla w południowej części miasta - pod Królowką, Woszcycami i Zgoniem.
W mieście jest stacja kolejowa Orzesze.

### Oświata
W 1820 r. w Orzeszu powstała pierwsza szkoła w odnowionym pomieszczeniu miejscowego folwarku. Jej pierwszym nauczycielem został Antoni Miarka, ojciec Karola Miarki. W 1838 r. z powodu rozwoju przemysłu liczba mieszkańców zaczęła gwałtownie wzrastać. Wybudowano murowany budynek, z dwoma pomieszczeniami, w których uczyło się 389 dzieci. W 1868 r. powstała nowy budynek szkoły, w którym dziś znajduje się poczta, przy ulicy Rybnickiej. W tym samym roku dzieci wyznania ewangelickiego rozpoczęły naukę we własnej szkole. W 1903 r. wybudowano, odpowiadającą ówczesnym potrzebom placówkę, której fragmenty przetrwały do dziś. Zajęcia w szkole odbywały się do 1939 r. Placówka wznowiła działalność w 1945 r., jako Szkoła Podstawowa nr 1 w Orzeszu. Pierwszym dyrektorem został Jan Tlatlik. W 1962 r. podjęto, zgodnie z hasłem „tysiąc szkół na Tysiąclecie”, decyzje o budowie kolejnej placówki, Szkoły Podstawowej nr 2. W wyniku reformy oświaty, SP nr 1 została przemianowana na Gimnazjum nr 1. W 2002 r. w budynku Gimnazjum nr 1 rozpoczęła działalność pierwsza szkoła średnia w Orzeszu: Zespół Szkół im. Poległych na Pasternioku.

## Zabytki

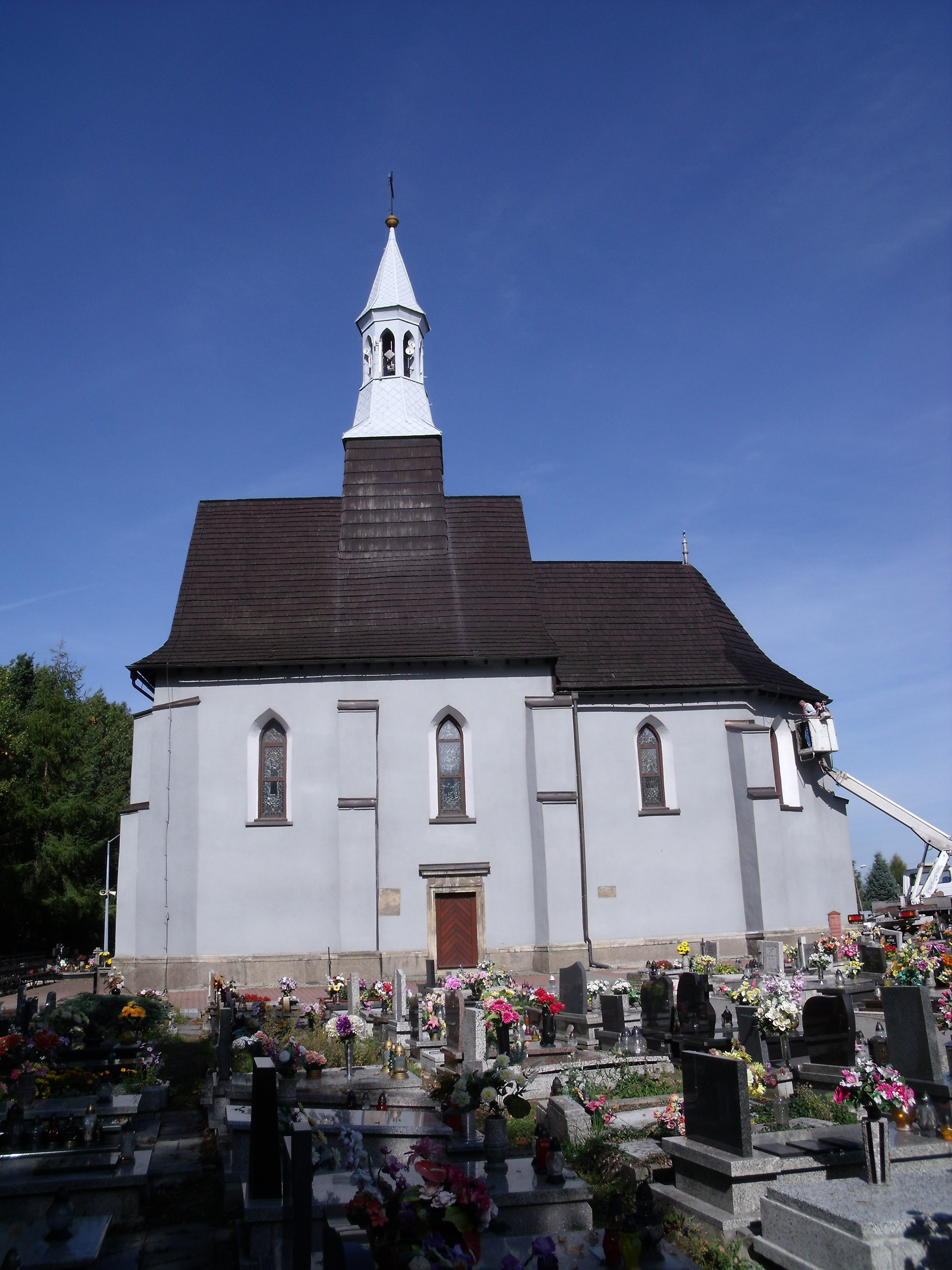
Kościół św. Wawrzyńca

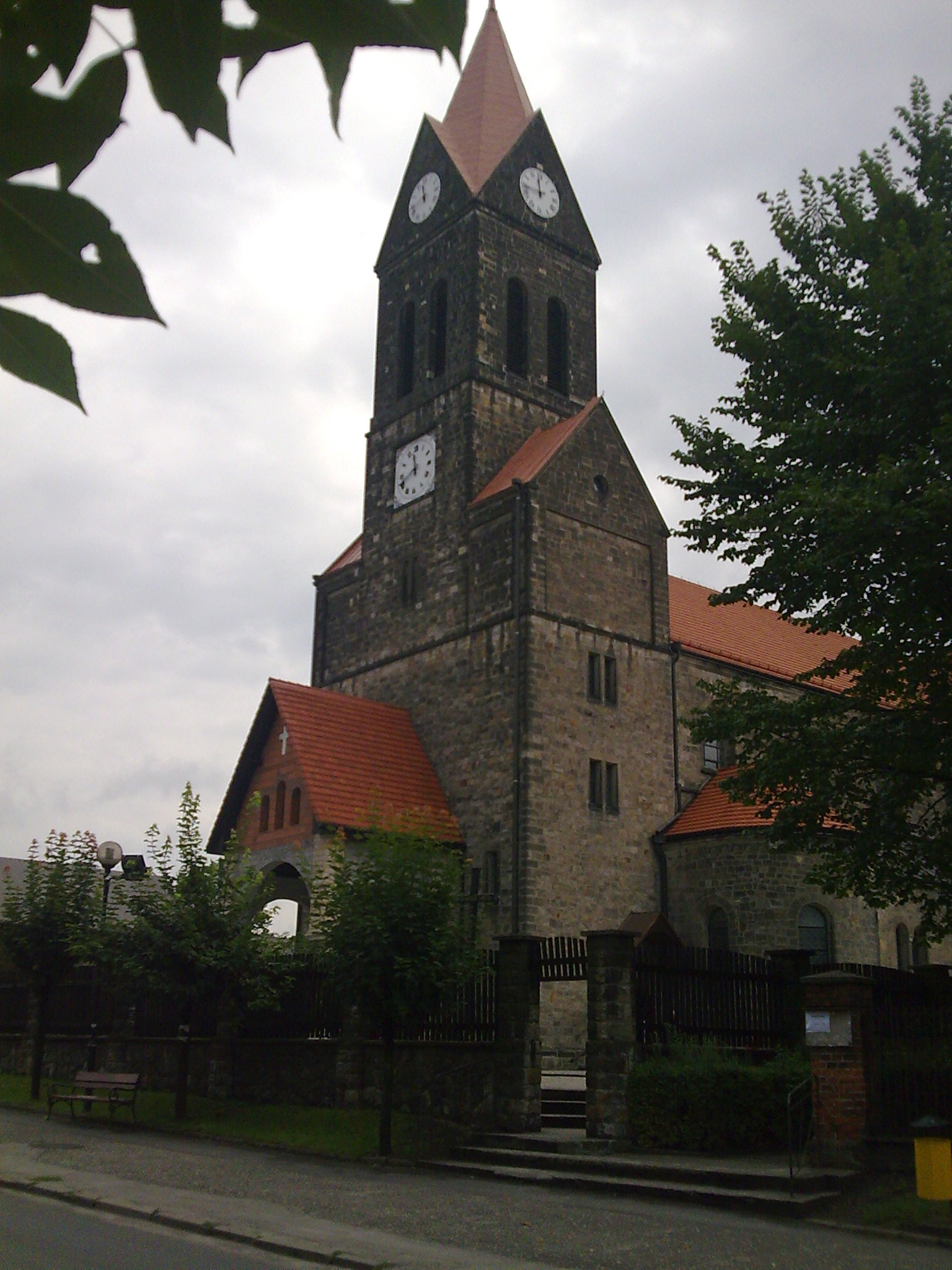
Neoromański kościół Nawiedzenia Najświętszej Marii Panny w Orzeszu

- Kościół św. Wawrzyńca z XVI w. – jest to obiekt w stylu gotycko-renesansowym, jednonawowy, kryty gontem, z ciekawymi kamiennymi portalami przy drzwiach. W kościele znajduje się herb rodowy fundatora.
- Kościół św. Piotra i Pawła w Woszczycach z lat 1878-1880 w stylu historyzmu, z elementami neoromańskimi i neogotyckim, według projektu królewskiego pruskiego budowniczego Moebiusa; obok znajduje się plebania z 1812 r.
- Kościół Ducha Świętego - należący do parafii ewangelickiej augsburskiego wyznania ta z kolei należy do Kościoła Ewangelicko-Augsburskiego w RP. Kościół wybudowany w 1913 r. wraz z salką. Wnętrze kościoła jest zachowane w kanonie sztuki protestanckiej. Świątynia nie jest bogato zdobiona więc można się w niej wyciszyć. Uwagę należy zwrócić ku przepięknym witrażom przedstawiającym zesłanie Ducha Świętego, na witrażach można znaleźć przedstawicieli zawodów, które w czasach budowy kościoła były najbardziej popularne na terenie Orzesza.
- Kościół Nawiedzenia Najświętszej Marii Panny – wybudowany w latach 1926-1930 według projektu Józefa Kuliga, jest to świątynia trójnawowa zbudowana na planie krzyża, utrzymana w stylu neoromańskim.
- Barokowy pałac – z I poł. XVIII w., położony w Zawiści, na uwagę zasługują kolebkowe sklepienia piwnic oraz obramowania okien i drzwi. W pałacu znajduje się unikatowy okrągły piec kaflowy z XIX wieku Obiekt ten był dwukrotnie przebudowany i rozbudowany – w 1911 r. przez ówczesnych właścicieli Hegenscheitów oraz w 1955 r. – adaptacja na ośrodek leczniczo-wychowawczy dla dzieci, funkcjonujący do dziś. W sąsiedztwie pałacu znajdują się dawne zabudowania dworskie.
- XIX-wieczny pałac – zbudowany w stylu neobarokowym, usytuowany w centrum Woszczyc. Jest to budynek parterowy, murowany, z mansardą i elewacjami zdobionymi piękną sztukaterią. Odremontowany i zagospodarowany w latach dziewięćdziesiątych XX w.
- Dwór w Gardawicach z 1866 r., wybudowany przez właściciela Gardawic Ludwika Adlera w stylu historyzmu z elementami neobaroku; obok dworu znajdują się pozostałości po parku.
- Budynek wieży wodnej przy ul. Dworcowej w Orzeszu, zlokalizowany na działce ewidencyjnej nr 586/132[15] (obiekt wpisany do rejestru zabytków 12 stycznia 2023, po postępowaniu prowadzonym na wniosek właściciela obiektu, tj. Gminy Orzesze[16]).
- Kilka krzyży przydrożnych z XIX w.

Upamiętnione miejsca walk z lat wojny 1939-1945:
- Orzesze, ul. św. Wawrzyńca – pomnik dla uczczenia pamięci Polaków zamordowanych w latach 1939–1945 w niemieckich obozach zagłady.
- Orzesze-Jaśkowice – pomnik ku czci ofiar terroru. W dniu 3 września 1939 r. żołnierze Wehrmachtu przeprowadzili w Orzeszu „krwawą niedzielę”, rozstrzeliwując 20 Polaków, wśród nich jedną kobietę.

## Kultura
W Orzeszu koordynacją życia kulturalnego miasta i organizowaniem imprez kulturalnych zajmuje się Miejski Ośrodek Kultury. Ośrodek ten organizuje koncerty muzyki poważnej, koncerty kolęd, wieczory okolicznościowe, zjazdy chórów i orkiestr, ponadto konkursy, wystawy teatralne, kiermasze, biesiady, spotkania autorskie, występy grup teatralnych. Na arenie regionalnej i międzynarodowej reprezentuje miasto Chór „Dzwon” oraz zespoły śpiewacze: „Szarotki” i „Jaśkowiczanie”. Ważną rolę spełnia również Miejska Biblioteka Publiczna i jej filie udostępniające mieszkańcom cenne zbiory. W Orzeszu działa również od 1998 r. Integracyjna Grupa Teatralna POMOST.
Grupa założona i prowadzona jest przez Iwonę Woźniak, składa się z osób niepełnosprawnych oraz młodzieży powiatu mikołowskiego. Grupa regularnie wystawia przedstawienia, ponadto co roku organizuje letnie warsztaty teatralne, pozwalające doskonalić warsztat pracy wszystkich jej członków.
Imprezy kulturalne, sportowe i turystyczne
- Festyn Integracyjny organizowany przez Dom Pomocy Społecznej – maj
- Rodzinny Rajd Rowerowy – maj
- Turniej Skata – maj
- Koncerty majowe i listopadowe
- Festyn „Powitanie lata” – czerwiec
- Zjazd Chórów i Orkiestr – czerwiec
- Dni Orzesza – wrzesień
- Dożynki Orzeskie – wrzesień
- Spotkania Artystów Nieprofesjonalnych – październik
- Śląskie Biesiady – wrzesień i listopad
- Wieczory kolęd
- Turniej Piłki Siatkowej o Puchar Burmistrza – grudzień
- Turniej Tenisa Stołowego – grudzień
- Orzeska ALPN – Amatorska liga piłki nożnej

## Sport
Działalnością sportową w Orzeszu zajmują się trzy kluby: MKS „Sokół” Orzesze, LKS Woszczyce oraz LZS Gardawice. Orzeski Sokół tradycjami sięga dwudziestolecia międzywojennego. Wychowanką „Sokoła” była Otylia Tabacka-Kałużowa uczestniczka IX Letnich Igrzysk Olimpijskich w Amsterdamie. W orzeskim „Sokole” ćwiczył Eberhard Barniczek, który zakwalifikował się do olimpijskiej reprezentacji gimnastycznej Polski na Igrzyska Olimpijskie w Amsterdamie.
W większości dzielnic funkcjonują również amatorskie drużyny piłki nożnej. Na terenie miasta działa również „Orzeska Amatorska Liga Siatkówki”, w jej skład wchodzi 10 drużyn.Ponadto w Orzeszu działa klub „Oyama Karate” przy szkole podstawowej nr 2, zrzeszający około 60 osób, zarówno dzieci, jak i dorosłych.

## Turystyka

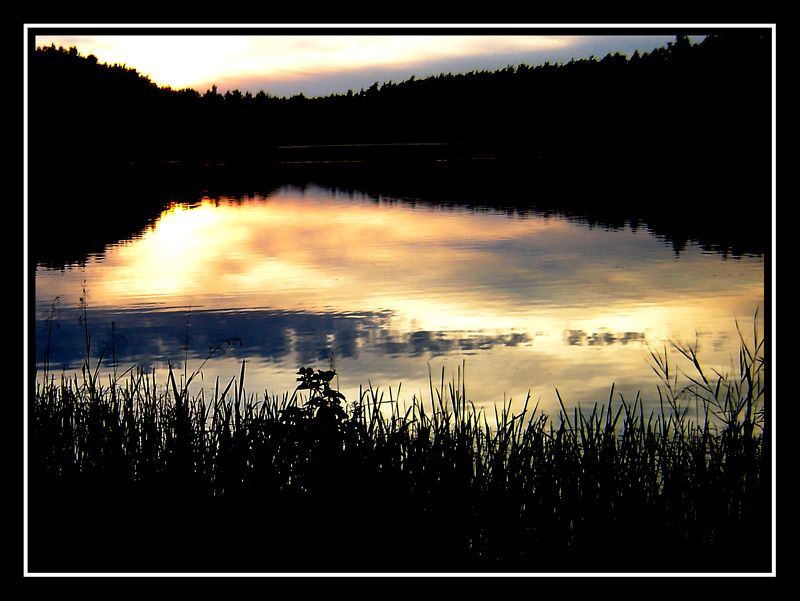
Zachód słońca nad jednym z orzeskich stawów

Przez teren Orzesza przechodzą dwa szlaki turystyczne:

 Szlak Historii Górnictwa Górnośląskiego
- Trasa: Katowice – Dolina Trzech Stawów – Murcki – Kostuchna – Podlesie – Mikołów – Łaziska Górne – Brada – Góra Św. Wawrzyńca – Orzesze Jaśkowice – Góra Ramża – Bełk – Stanowice – Leszczyny – Kamień – Wielopole – Rybnik

 Szlak Obrońców Polskiej Granicy niebieski
- Trasa: Makoszowy – Nowy Świat – Halemba – Wirek – Lasy Kochłowickie – Śmiłowice – Paniowy – Bujaków – Góra Św. Wawrzyńca – Stara Szklarnia – Zawiść – Łaziska Średnie – Wyry – Gostyń – Paprocany

Na terenie dzielnic miasta znajdują się również liczne stawy, zajmujące ok. 10% powierzchni gminy.

## Wspólnoty wyznaniowe
- Kościół Chrześcijan Baptystów:
  - zbór w Orzeszu[17]
- Kościół Ewangelicko-Augsburski:
  - parafia w Orzeszu[18]
- Kościół rzymskokatolicki:
  - parafia św. Antoniego z Padwy[19]

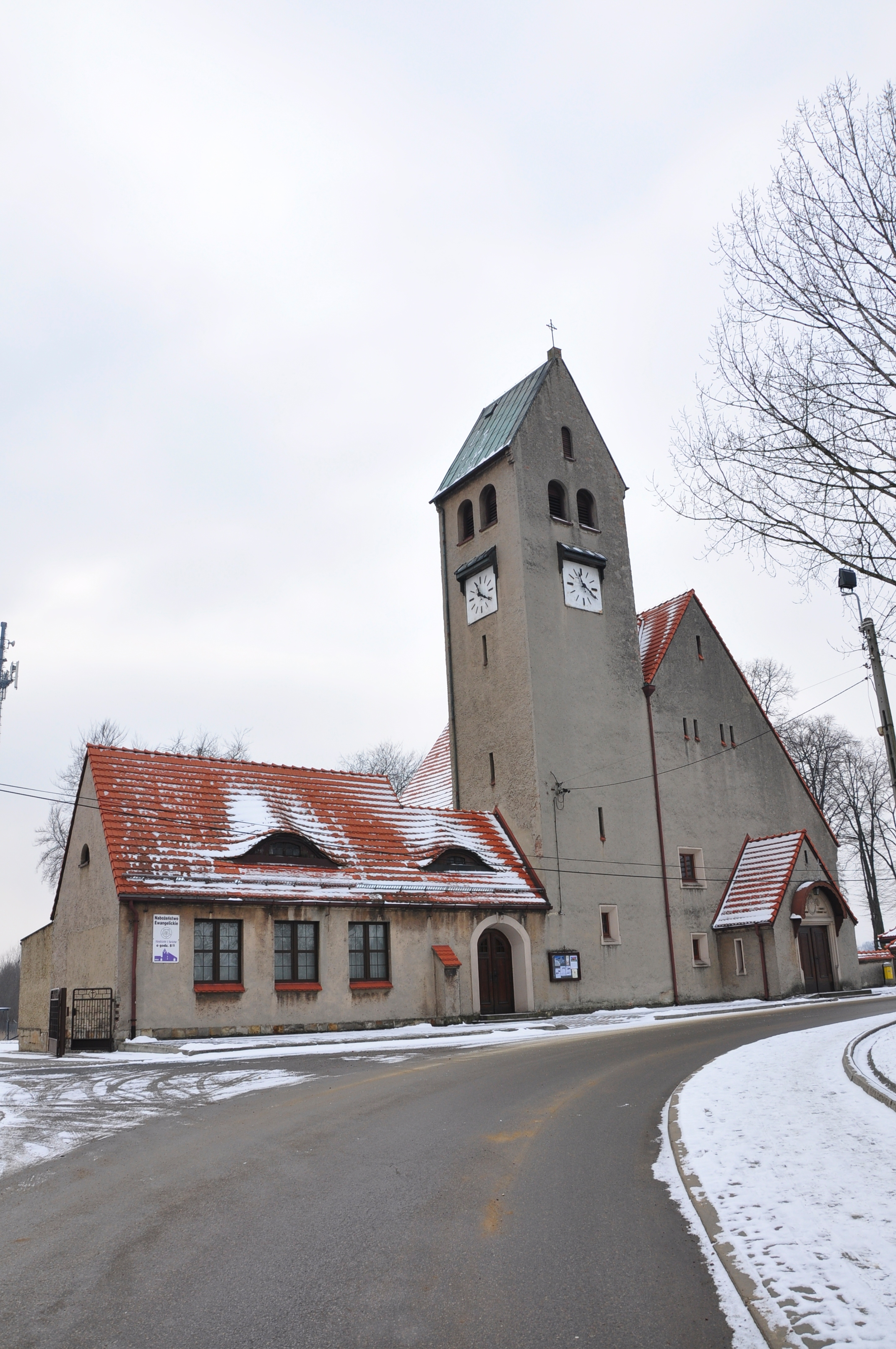
Kościół ewangelicko-augsburski Ducha Świętego w Orzeszu

  - parafia św. Apostołów Piotra i Pawła[20]
  - parafia św. Jana Chrzciciela[21]
  - parafia św. Maksymiliana Kolbego[22]
  - parafia Męczeństwa św. Jana Chrzciciela[23]
  - parafia Miłosierdzia Bożego[24]
  - parafia Nawiedzenia Najświętszej Maryi Panny[25]
  - parafia Przemienienia Pańskiego[26]
  - parafia św. Wawrzyńca[27]
- Stowarzyszenie Zborów Chrześcijan:
  - Zbór Chrześcijan w Orzeszu[28]
- Świecki Ruch Misyjny „Epifania”:
  - zbór w Orzeszu-Jaśkowicach[29]